# Jean de Poupet
Jean de Poupet de la Chaux, né en 1512 et mort en 1564 dans le comté de Bourgogne . Militaire, issue d'une illustre famille du comté de Bourgogne, il est chambellan et ambassadeur de Charles Quint dont il devient intime. Il fait partie de ces quelques comtois qui eurent les faveurs de l'empereur comme Antoine de Granvelle ou plus particulièrement Jean d'Andelot dont la carrière est très similaire.  

## Biographie
Jean de Poupet est né en 1512 dans une illustre famille du comté de Bourgogne dont les membres occupèrent des charges importantes auprès de divers souverains. Le berceau de la famille est situé dans le château aujourd'hui disparu du Mont Poupet. Son père Charles (1460-1526) est chambellan successivement du roi de France, Charles VIII, du roi de Castille Philippe Ier et de Charles Quint dont il fait partie du conseil de régence.  Sa mère, Jeanne de la Baulme est aussi issue d'une grande famille comtoise qui va donner notamment deux gouverneurs du comté de Bourgogne. Son frère aîné Guillaume deviendra abbé de Baume-les-Messieurs.
Jean de Poupet rentre au service de l'empereur vers 1526, vraisemblablement comme gentilhomme de Chambre. En 1529, il est nommé ambassadeur par Charles Quint auprès du duc de Savoie. Il y joue un rôle important notamment lors du traité de paix de Cambrai Entre-temps, il est devenu le chambellan de l'empereur. En 1533 il est nommé bailli d'aval, devient en quelque sorte le gouverneur d'un territoire qui correspond à l'actuel Jura. 
En 1535 commence sa carrière militaire; avec ses compatriotes Jean d'Andelot et Hugues Cousin, il prend part à la conquête de Tunis. Il participe ensuite aux neuvième et dixième guerres d'Italie. On le retrouve ainsi aux batailles de Landrecies et Muehlberg. Il se distingue tout particulièrement à la bataille d'Innsbruck le 19 mai 1552, où il permet à Charles Quint de s'échapper du champ de bataille et l'escorte en lieu sur. Jean de Poupet ressort auréolé d'un certain prestige. Cette même année, Gilbert Cousin dans sa Description de la Franche-Comté  décrit Jean de Poupet comme un brillant chevalier, fort en faveur auprès de l'empereur. 
Il se marie avec Antoinette de Montmartin, femme célèbre en son temps pour son esprit et sa beauté. Il n'aura qu'une fille: Anne, mariée à Jean de Bauffremont de Scey. Il possède avec sa femme un hôtel particulier à Poligny situé dans le couvent des Ursulines.
En 1556, il est choisi parmi quelques proches pour accompagner l'empereur dans son exil à Yuste. Mais il quitte assez rapidement son souverain pour revenir en Franche-Comté. À partir de 1560, il fréquente régulièrement la cour de Philippe II à Madrid. En Franche-Comté, lui et son frère demeurent des personnages politiquement très influents. Il meurt dans sa patrie en 1564.

## Armes et titres
« D'or au chevron brisé d'azur, accompagné de trois perroquets de sinople, becqués et membrés de gueules ».
Le chevalier Jean de Poupet était seigneur de: Châteauvillain, de Chaux des Crotenay, de Roche, d'Arc-et-Senans, de Buffard, de Crèvecoeur, de Mallerey, de Beyne et de Saint-Loup-les-Gray
Charles Quint l'a fait commandeur de l'Alcantara et le duc de Savoie : chevalier de l'ordre suprême de la Très Sainte Annonciade.